# DK Fall Tour
DK Fall Tour var den femte koncertturné af det danske elektro-rockband Dúné. Den startede 18. november 2010 og sluttede 1. december samme år. Turneen understøttede bandets femte EP Leaving Metropolis som udkom i maj 2010. Den bestod af fire koncerter på store spillesteder i Danmark, med Laust Sonne som "speciel guest".

## Historie
Turnéen startede i Greve Kommune, hvor bandet spillede en udsolgt koncert på Portalen i Hundige. Dernæst gik turen til Musikhuset Aarhus i Aarhus, der også her måtte hænge de røde lygter ud. Da koncerten på Musikhuset Posten i Odense var afviklet dagen efter, ventede bandet halvanden uge inden turnéen blev afsluttet i København. Her kunne publikum i et udsolgt Store Vega gå ind i december med showet fra de seks bandmedlemmer og Laust Sonne. Dette var Dúnés sidste koncert i 2010, efter en lang række koncerter i ind- og udland.
Laust Sonne spillede som opvarmning ved alle fire koncerter.
Det var Dúnés første koncertrække efter at Cecilie Dyrberg forlod bandet i oktober 2010, få uger før at turnéen startede.

## Setliste
Setlisten bestod af 10 numre, hvoraf de fire er udkommet som single.
1. Last Dinosaur in Congo
2. Bloodlines
3. John Wayne vs. Mary Chain
4. 80 Years
5. Go Go Valentina
6. Heiress of Valentina
7. Dry Lips
8. Time to leave
9. Everybody fights the lust
10. Get it Get it

## Personel

### Band
- Matt Kolstrup - vokal
- Danny Jungslund - guitar
- Simon Troelsgaard - guitar
- Ole Bjórn - keyboards og vokal
- Piotrek Wasilewski - bas, synthesizer og vokal
- Malte Aarup-Sørensen - trommer

### Personale
- Dany "Il Presidente" Rau - tourmanager
- Andrew Peters - lydtekniker
- Marian Kuch - monitor
- Jakob Paubel - baggear
- David David - baggear
- Pascal Flor - merchandise

## Turnedatoer
| Dato              | By        | Land    | Sted              |
| ----------------- | --------- | ------- | ----------------- |
| DK Fall Tour      |           |         |                   |
| 18. november 2010 | Greve     | Danmark | Portalen          |
| 19. november 2010 | Aarhus    | Danmark | Musikhuset Aarhus |
| 20. november 2010 | Odense    | Danmark | Posten            |
| 1. december 2010  | København | Danmark | Store Vega        |